# جان بی. ویهمیر
جان بی. ویهمیر (انگلیسی: John B. Veihmeyer) (زاده ۲۹ ژوئن ۱۹۵۵) کارآفرین، بازرگان و مدیر ارشد اجرایی آمریکایی است، که در حال حاضر به‌عنوان مدیر عامل اجرایی شرکت کی‌پی‌ام‌جی فعالیت می‌کند.